# Мальбек
Мальбе́к (фр. Malbec) — червоний сорт винограду, підвид виду виноград культурний (Vitis vinifera), який використовується для виготовлення однойменного вина. Мальбек входить у число 18 благородних (міжнародних) сортів винограду, які вирощуються по всьому світу і з яких роблять найпопулярніші вина. Найбільше вирощується в Аргентині (75 % площ). З 2011 року щороку 17 квітня відзначається Міжнародний день мальбека, заходи до якого проводяться у багатьох країнах світу, зокрема і в Україні.

## Регіони вирощування

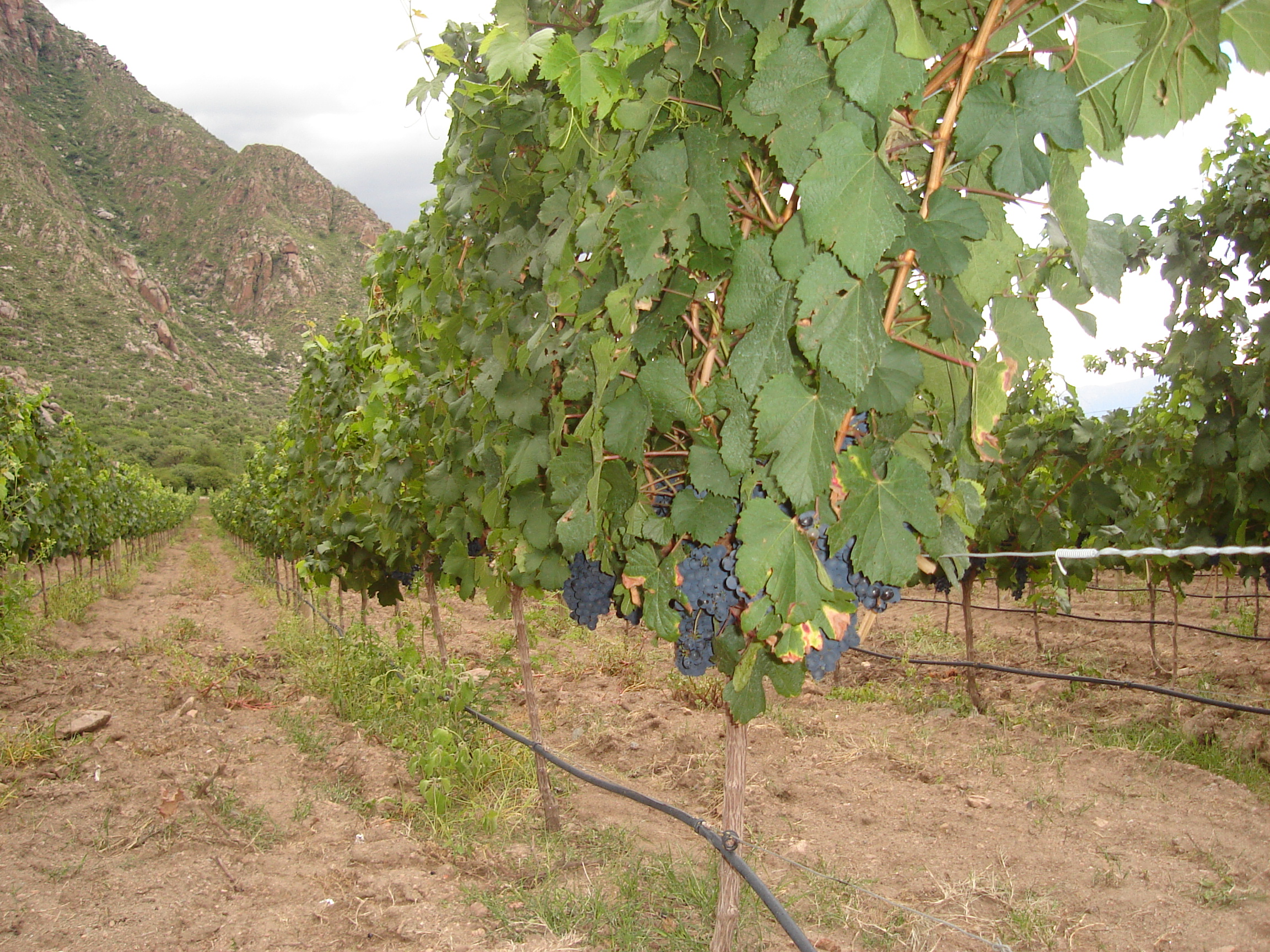
Вирощування мальбеку у Кафаяте (Аргентина)

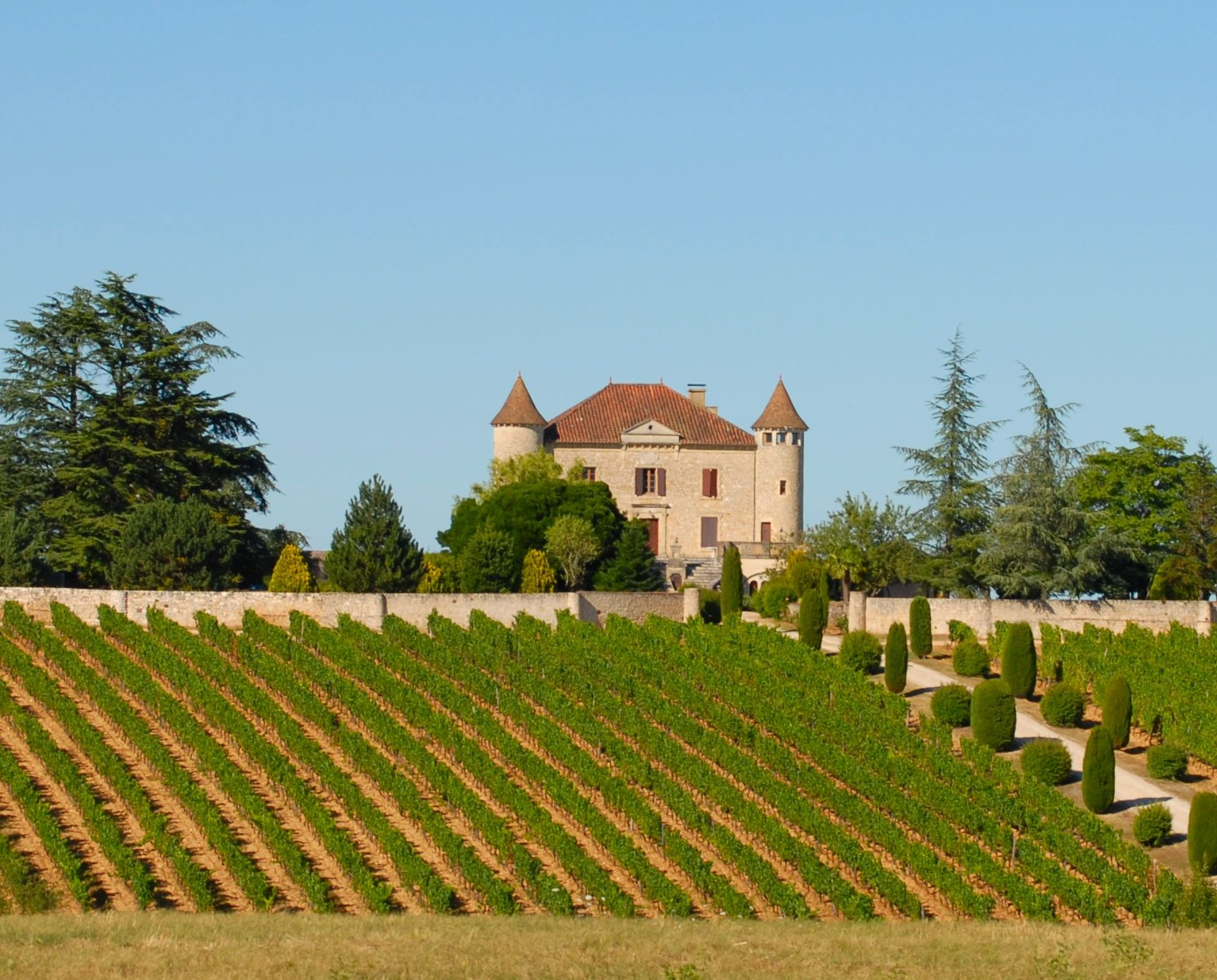
Вирощування мальбеку у Каорі (Франція)

Мальбек культивується у всіх виноробних регіонах Аргентини. У провінції Сальта він росте між 1750 і 2300 метрами над рівнем моря у Кафаяте, Якочуя, Ла-Вінья та Сан-Карлосі. У Чилесіто (провінція Ла-Ріоха), а також у долинах Тулум, Уллум-Сонда, Ель-Педерналь у Сан-Хуані також вирощується мальбек. Мендоса — найсприятливіший регіон для вирощування цього сорту, де вирощується 87 % усього аргентинського мальбеку. Долина річки Мендоса, а саме Майпу, Лухан-де-Куйо (D.O.), долина Уко, Сан-Рафаель — місце виробництва найкращих аргентинських вин. Мальбек тут вирощують на висоті між 800 і 1500 метрами над рівнем моря. Нещодавно сорт було висаджено у Патагонії поблизу Ріо-Негро та у регіоні Ель-Чаньяр у Неукені. Крім цього, мальбек вирощують у провінціях Катамарка та Буенос-Айрес. У Франції мальбек вирощують у виноробних регіонах Каор і Бордо. Мальбек нещодавно почали вирощувати у США (штати Каліфорнія, Вашингтон, Орегон, Нью-Йорк, Техас, Вірджинія — загалом 7 тис. га), Чилі (долина Кольчагуа, Сан-Антоніо — 6 тис. га), Австралії (1 тис. га), Новій Зеландії, Південній Африці, Канаді (Британська Колумбія, південний Онтаріо), південній Болівії, південно-східній Італії, Мексиці (Нижня Каліфорнія).

## Характеристики сорту

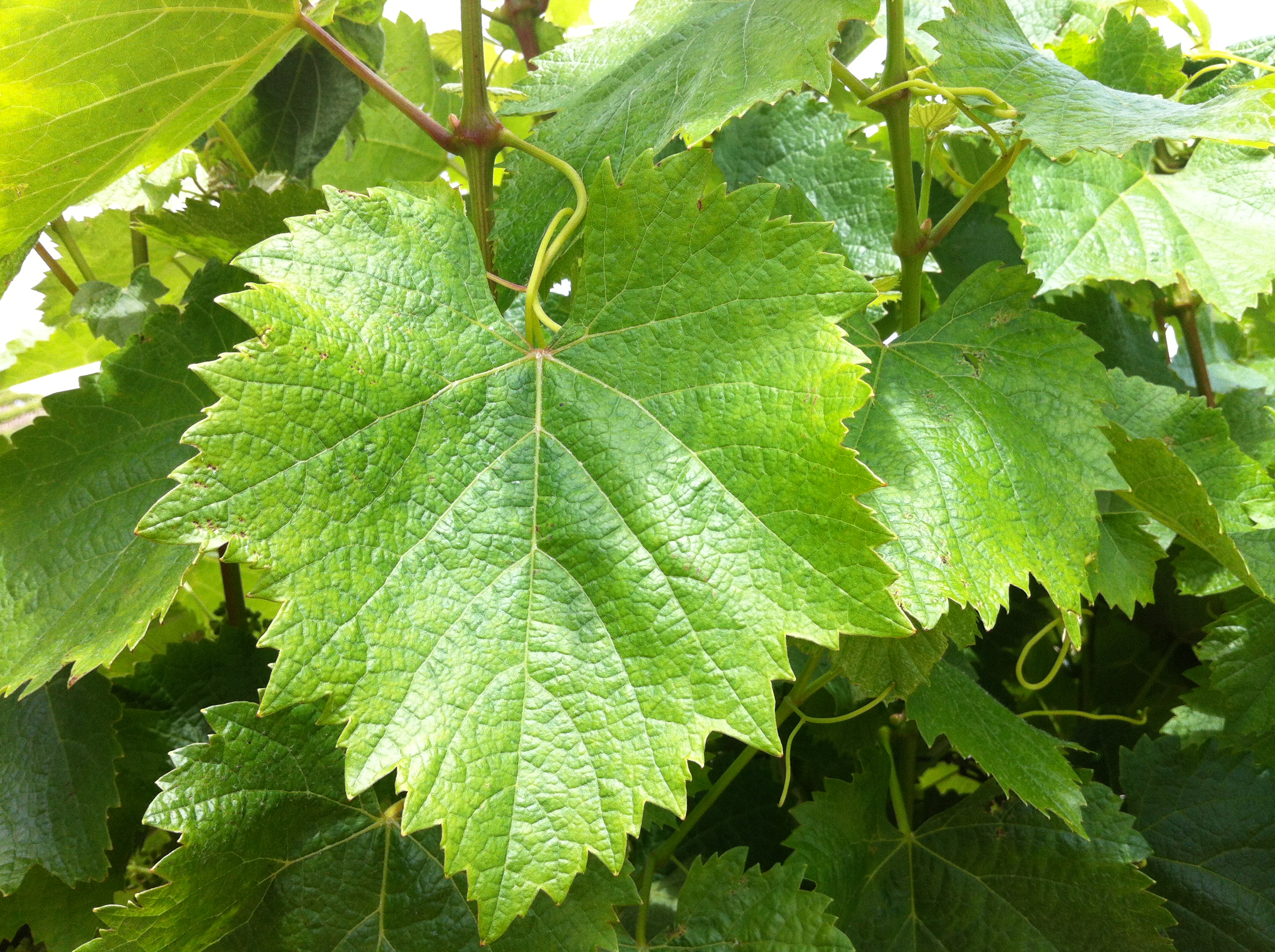
Листя мальбеку

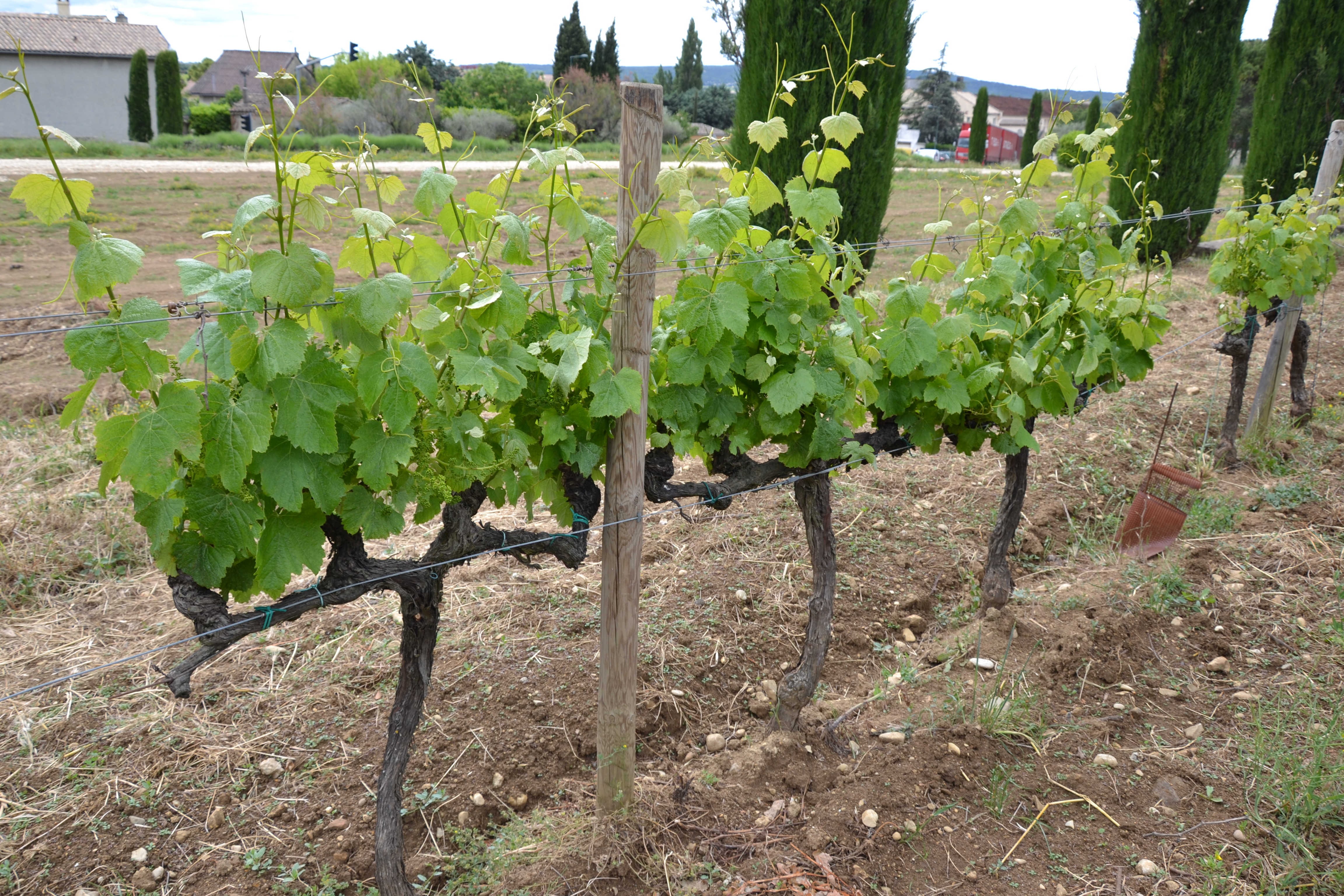
Кущі мальбеку

- Грона: середнього розміру, конічні чи ширококонічні, нещільні.
- Ягоди: середнього розміру, сферичні і еліпсоподібні, синьо-чорні з податливою, соковитою м'якоттю, вкриті густим восковим нальотом, шкірка середньої товщини
- Доросле листя: середнього розміру, майже плоске з загнутими донизу краями, округле і клиноподібне, різної розсіченості (від цільного до глибокого трилопатевого і п'ятилопатевого), сітчасто-морщинисте, зі слабким павутинистим опушенням знизу, темно-зеленого кольору, з зазубреним краєм. Черешкова впадина широко відкрита, склепінчата чи ліроподібна. Місце, де черешок кріпиться до листка, злегка рожеве, а сам черешок середньої інтенсивності червонувато-фіолетового кольору[14]
- Зрілість: середнього періоду визрівання (в Молдові 141-156 день при сумі активних температур 2800-3050°С)[14]
- Квітка: двостатева
- Кущі: середньорослі
- Врожайність: нестійка, 40-160 ц/га[14]
- Стійкість до хвороб: до мільдью, сірої гнилі, антракнозу слабка, до оїдіуму — середня, мало вразливий до листовертки[14]

Мальбек відносять до еколого-географічної групи західноєвропейських сортів винограду.
Мальбек потребує багато сонячного світла та тепла, щоб досягти повної зрілості. Ягоди мальбеку — невеликі, темні і соковиті. Контроль за ростом верхівки лози допомагає забезпечити добру концентрацію ароматів. Вирощування мальбеку в Аргентині повністю залежить від іригації, оскільки у виноробних провінціях випадає не більше 400 мм опадів на рік, а виноградники тільки у період визрівання потребують до 600 мм. Через свою тонку шкірку мальбек погано переносить холод, а у прохолодному кліматі починає швидко гнити.
Виноробні регіони Аргентини сильно потерпають від граду, який щороку знищує 10-15 % врожаю. Значна частина виноградників нині вкрита масивними пластиковими сітками, які захищають їх від великих градин. Це дієва технологія, але вона помітно здорожчує початкове влаштування і подальшу підтримку виноградників.
Мальбек чутливий до багатьох хвороб винограду, зокрема до кулюру та мільдью, а також сильно страждає від морозу.
Бідні неглибокі глинисті та кам'янисті ґрунти добре підходять для вирощування цього сорту. Сонячний клімат з теплими днями і прохолодними ночами ідеальний для мальбеку — він сприяє тому, що сорт повністю проявляє сильні таніни та інтенсивний колір. На вапнякових ґрунтах Каору мальбек стає темнішим та таніннішим.
Існують значні ампелографічні відмінності між мальбеком, який вирощується у Франції, та тим, що росте в Аргентині, зокрема ягоди аргентинського різновиду менші за розміром та утворюють менші та щільніші грона. Порівняльний аналіз каліфорнійського та мендоського мальбеків виявив, що вони мають різну фенольну композицію.

## Походження
Достеменно не відомо точне місце, де з'явився сорт мальбек. П'єр Гале вважає, що певніше за все сорт походить з півночі Бургундії. Згідно з іншою версією, мальбек походить з Керсійського графства
Сорт виник від схрещення між сортами magdeleine noir з Шаранту і prunelard (також відомий як сенсо) з Гаяку.

## Історія сорту

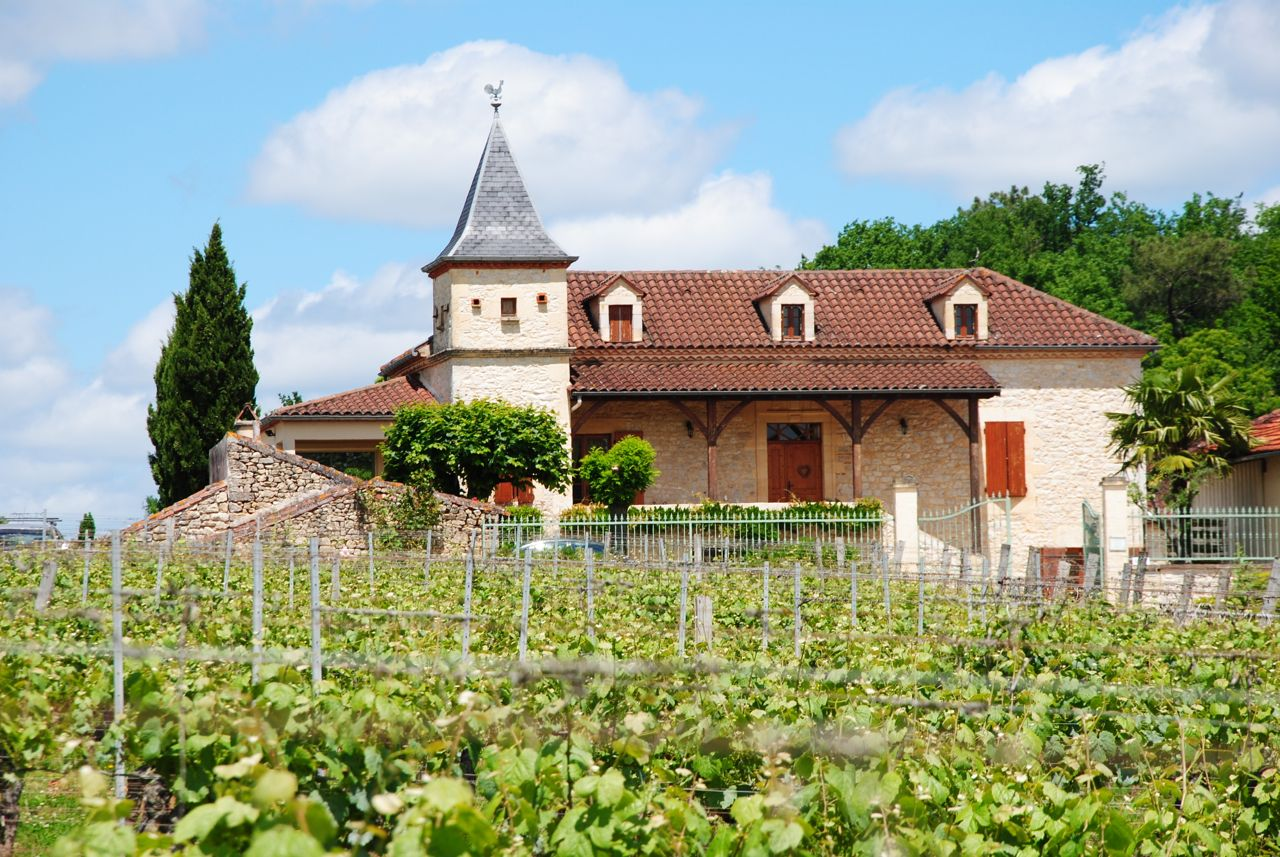
Вирощування мальбеку у Каорі

Сорт мальбек почали культивувати у Франції поблизу міста Каор, де він традиційно вирощувався на берегах річки Лот. Після весілля Елеонори Аквітанської і Генріха II 1152 року вина з мальбеку стали популярними в Англії. 1310 року в Каорі вироблялося 850 тисяч гектолітрів вина, з яких на долю мальбеку припадала майже половина. 1373 року під тиском бордоських виноробів на вина з Каора було введено особливий податок, що призвело до їх подорожчання і до занепаду виноробства у регіоні.
У XIX ст. мальбеком було засаджено 80 % виноградників в області Блеє-Бурже (фр. Blayais-Bourgeais). Після нашестя філоксери на правий берег Бордо (регіони Сент-Емільйон і Помероль) посадки мальбеку вирішили не відновлювати, оскільки цей сорт не надто підходить для бордоського клімату. Після цього лише деякі виробники продовжували випускати вина з мальбеку, причому вони не відзначалися високою якістю. 1947 року силами кількох виноробів було створено кооператив, який ставив собі на меті підняти престиж мальбеку з Каора, але сильні морози 1956 року знищили 99 % виноградників і поклали край їх сподіванням.

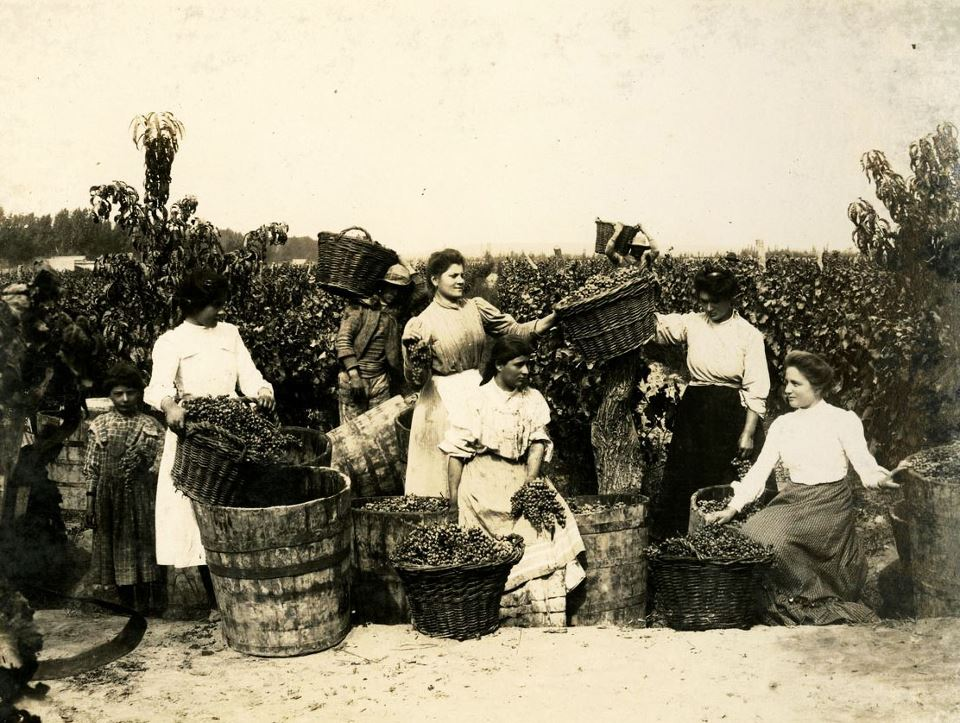
Збір винограду у Мендосі (близько 1890)

В Аргентину мальбек потрапив у середині XIX ст. Домінго Фаустіно Сарм'єнто, перебуваючи у Чилі, відвідав Нормальну сільськогосподарську школу (ісп. Quinta Normal de Agricultura) у Сантьяго, де на той час вирощувалося і досліджувалося близько 70 сортів винограду, і вирішив створити аналогічну у себе на батьківщині. Його ініціативу підтримав губернатор провінції Мендоса і 1853 року до парламенту провінції було подано законопроєкт про створення Мендоської нормальної школи (ісп. Quinta Normal de Mendoza). Її директором став французький агроном Мішель Еме Пуже (фр. Michel Aimé Pouget), якому було доручено визначити сорти винограду, які найкраще підходять для Аргентини. Він завіз до Аргентини з Чилі декілька сортів французького винограду, які вважав підходящими для вирощування у долинах з помірним кліматом у передгір'ях Анд. Серед них був і мальбек, який швидко здобув популярність серед аргентинських виноробів. Тим не менше, більша частина аргентинського мальбеку не йшла на експорт, а споживалася на внутрішньому ринку.
1944 року у Мендосі вирощувалося 49 тис. га мальбеку. З 1950-х років виробники вина в Аргентині все більше віддавали перевагу невибагливим та високоврожайним сортам, а мальбек використовували лише для надання кольору дешевшим винам. На початку 1980-х років прийшла мода на біле вино, а згодом в Аргентині розпочалася економічна криза, через яку попит на вино впав і багато виноробів збанкрутували. У період кризи було знищено більше 100 тис. га мальбеку, збереглося лише 4 тис. га.
У 1990-х роках в Аргентині почалося відродження виноробства. 1996 року власник виноробного господарства Ніколас Катена та його головний винороб Пол Хоббс вирішили виробляти мальбек за новими технологіями. Перший же врожай отримав найвищі оцінки винних критиків — 92 бали від журналу Wine Spectator, що стало найвищим балом, який колись отримувало аргентинське вино. Цей успіх стимулював підвищення популярності сорту в Аргентині.
Аргентинська економічна криза 1999—2002 року призвела до значного здешевлення робочої сили та землі. У результаті іноземні інвестиції в аргентинське виноробство значно виросли, а галузь почала боротися за вихід на зовнішні ринки. Якщо у середині 1990-х років експорт аргентинських вин до США був мізерним, то вже 2002 року обсяг поставок склав майже 11 млн літрів на рік.
2004 року провідний винний критик Роберт Паркер зробив прогноз, що у наступні 10 років мальбек стане одним з найкращих сортів у світі, здатним давати ексклюзивні вина. Завдяки цьому на мальбек звернули увагу споживачі з багатьох країн світу. За наступні 6 років експорт мальбеку до США зріс у 7 разів.
2003 року Аргентина мала понад 20 тис. га виноградників, зайнятих мальбеком, а 2015 року їх площа склала вже понад 39,5 тис. га мальбеку. Більше половини аргентинських виноградників нині мають вік понад 25 років, а старіші лози дають насиченіші вина зі складними ароматами. Експорт мальбеку складає 43,3 % від усього експорту аргентинського вина.
У 1980-х роках Жозе Бодель (фр. Jose Baudel) і Жорж Вігуру (фр. Georges Vigouroux) почали відродження виноробного регіону Каор у Франції. Завдяки їх зусиллям регіон отримав статус Appellation d'Origine Controlee. Згідно з нормами виробництва Cahors AOC вміст мальбеку у вині має бути не менше 70 %. Успіхи аргентинського мальбеку також посприяли популярності цього сорту у Франції. Якщо 1971 року виноградники мальбеку покривали лише 440 га, то 2008 року їх площа зросла у 10 разів. Нині мальбеком зайняті 10 % виноградників Бордо і 83 % — Каору. Тим не менше, загальна площа виноградників сорту мальбек у Франції нині вдесятеро менша за аргентинські.
До впровадження сухого закону у США виноградники мальбеку займали значні площі у Каліфорнії. Після сухого закону мальбек майже не вирощувався до підвищення інтересу до цього сорту у зв'язку з успіхом аргентинських виноробів. Якщо 1995 року у Каліфорнії вирощувалося лише 404 га мальбеку, то 2003 року площа посадок зросла до 2840 га. Також наприкінці 1990-х мальбек почали вирощувати й у інших штатах.

## Стильове різноманіття вина

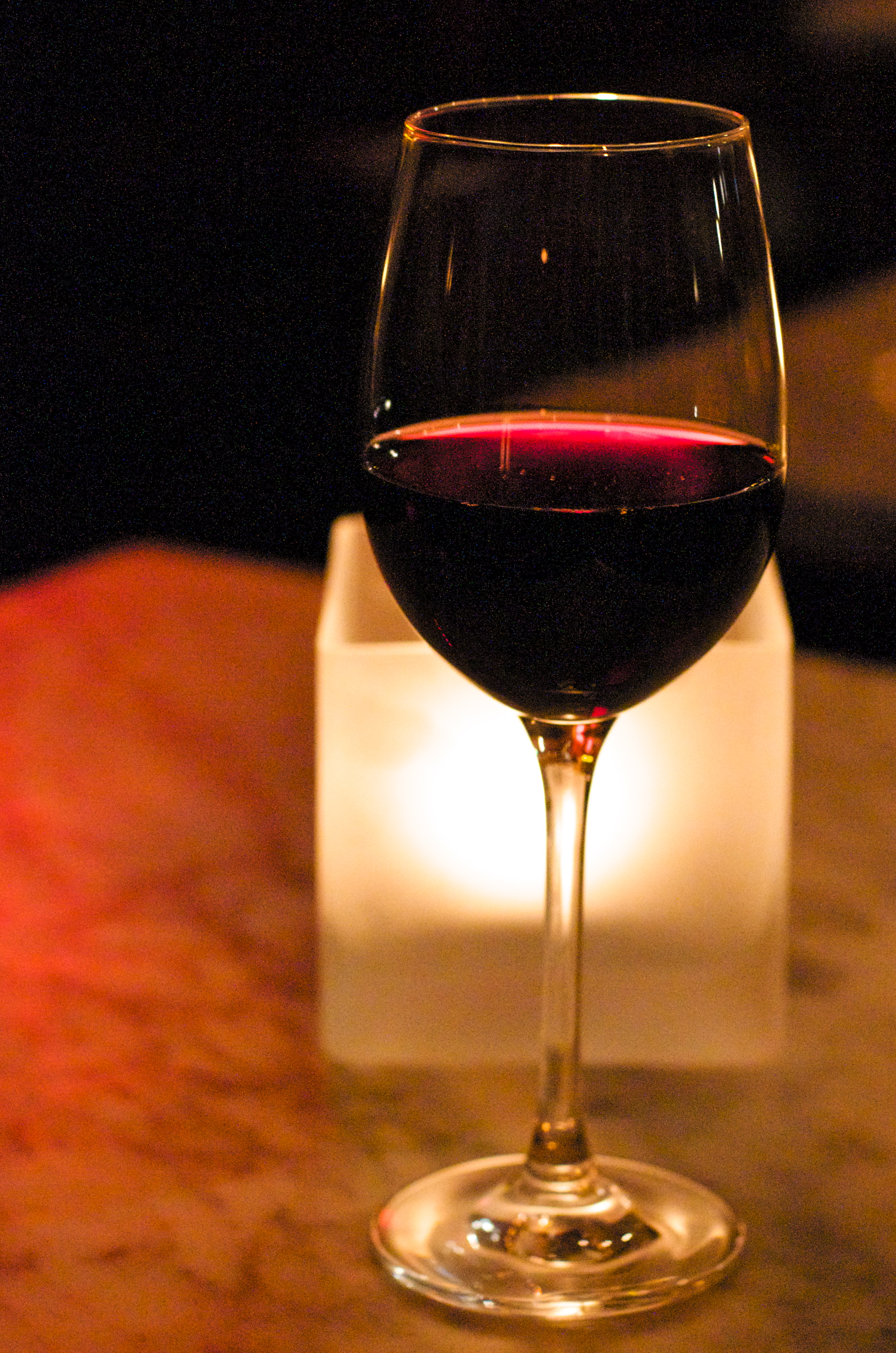
Для мальбеку характерний темний колір

Від французького родича аргентинський мальбек відрізняється вираженим фруктовим смаком, у якому зазвичай відчуваються нотки стиглої сливи та малинового джему, а також оксамитовою текстурою. Іноді у ньому сильні квіткові аромати (фіалка), м'ята, спеції чи фруктові джеми, але завжди є обволікаючі таніни, які свідчать про те, що виноград повністю стиглий. Винний критик Дженсіс Робінсон описує французький мальбек як «сільську» версію мерло, м'якшу у танінах, з меншою кислотністю та з відтінком ожини у смаку. Мальбек з Каору також значно танінніший з більшим вмістом похідних фенолу та темнішим кольором. Оз Кларк описує каорський мальбек як темно-пурпуровий з ароматами терносливи, тютюну, часнику та родзинок. В Аргентині мальбек м'якіший з плюшевою текстурою та зрілішими танінами. У дуже теплих регіонах Аргентини, Чилі та Австралії кислотність вина стає дуже низькою, внаслідок чого воно може мати прісний смак. Мальбек, вирощений у штаті Вашингтон має фруктові нотки і трав'яний аромат.
Колір мальбеку зазвичай інтенсивний темно-червоний, у молодого вина майже синій.
Молоде вино різкувате на смак, у віці кількох років мальбек перетворюється на зріле складне вино. Після витримки у дубових бочках у його смаку з'являються відтінки шоколаду, шкіри, кави, ванілі і підсмаженого хлібу.
Основні характеристики вина:
- Фруктові аромати: темна вишня, гранат, слива, малина, ожина, чорниця.
- Інші аромати: какао, молочний шоколад, кава, патока, шкіра, чорний перець, тютюн.
- Аромати після витримки в дубі: відтінки ванілі, кропу, кокоса.
- Кислотність — середня.
- Температура подачі — 21 °С.
- Сорти-аналоги: сіра, мерло, дольчетто, торіга насьйональ, пті вердо, пті сіра, лакріма, неро д'авола, мурведр.
- Купажування. У Бордо мальбек асамблюють з мерло і пті вердо, в Аргентині — з бонарда

Національний інститут сільськогосподарських технологій (ісп. Instituto Nacional de Tecnología Agropecuaria) провів ряд досліджень, у яких порівняв поведінку мальбеку при його вирощуванні на різних висотах. Виявилося, що клони мальбеку дають різну кислотність, структуру і фенольний вміст у ягодах.

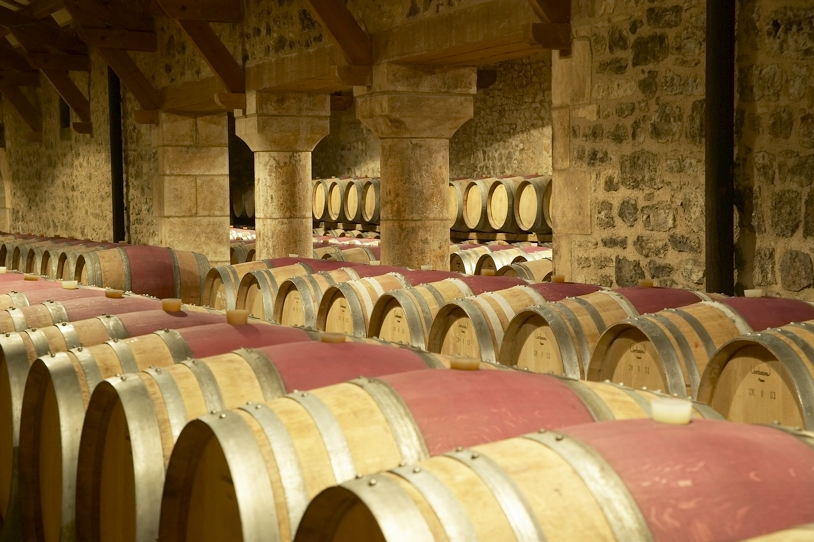
Мальбек у бочках

Усі стилі аргентинського мальбеку можна поділити на 4 основні категорії:
- молодий мальбек — має свіжий смак з фруктовими і квітковими нотами, ніжним післясмаком і гладкими танінами
- рожевий мальбек або Malbec Rose має яскравий рожевий колір
- мальбек з невеликим терміном визрівання у дереві (3-4 місяці) — має насичений смак червоних фруктів, доволі складне, з м'якими танінами після яблучно-молочної ферментації
- преміальний — витриманий у дубових бочках не менше 10 місяців, отриманий з доволі старих лоз низької врожайності

Також буває традиційний мальбек, який витримують у великих дубових бочках, червоний ігристий мальбек, кріплений мальбек.

## Синоніми

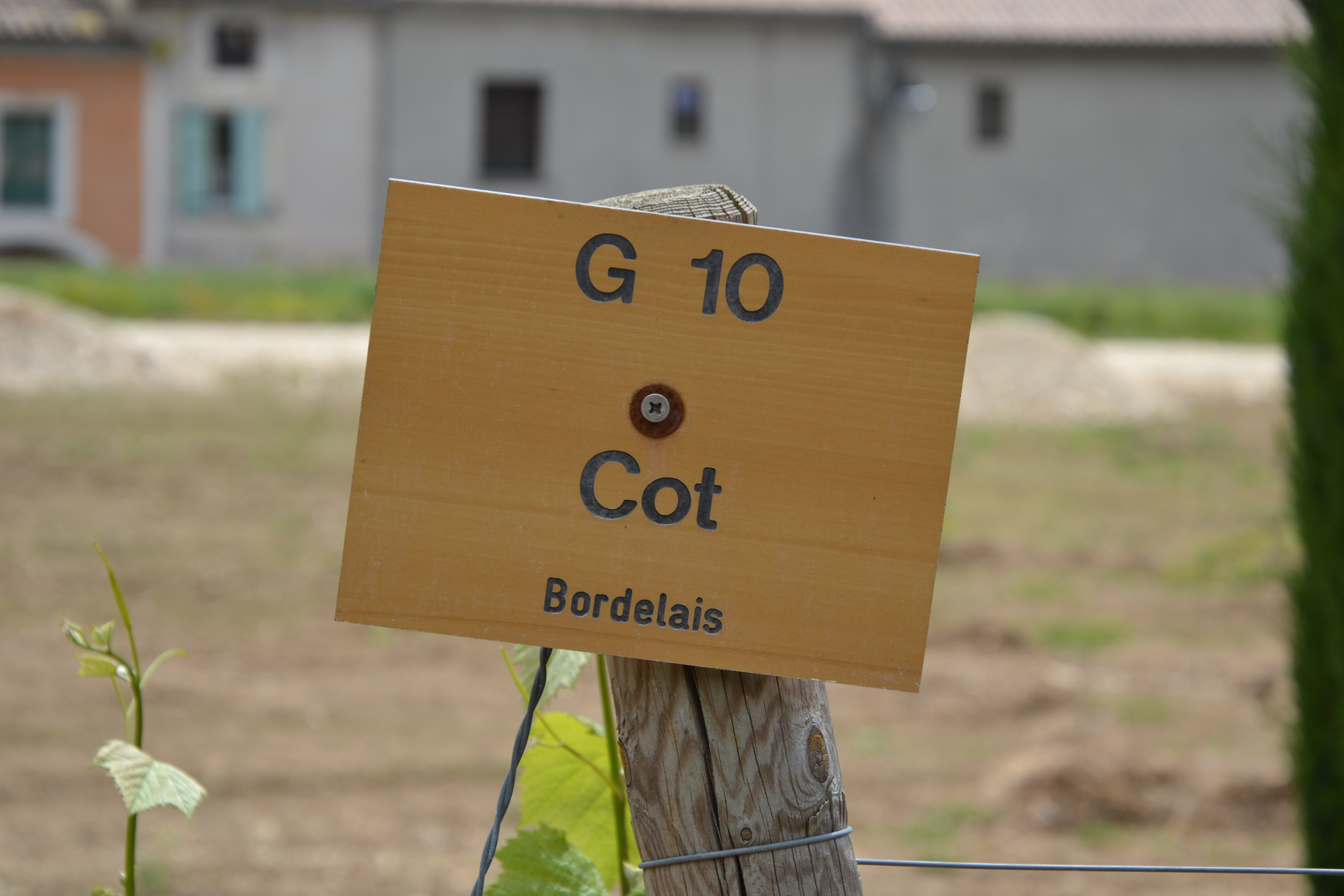
Côt — одна з синонімічних назв мальбеку

Французький ампелограф П'єр Гале задокументував понад тисячу різних синонімів для мальбеку. Хоча назва «мальбек» серед них найвідоміша, Гале вважає, що оригінальною назвою сорту була ку (фр. Côt). Також сорт був широко відомий під назвами оксеруа (фр. Auxerrois) та прессак (фр. Pressac).
Інші відомі синоніми мальбеку: Agreste, Auxerrois De Laquenexy, Auxerrois Des Moines De Picpus, Auxerrois Du Mans, Balouzat, Beran, Blanc De Kienzheim, Cahors, Calarin, Cauli, Costa Rosa, Cot A Queue Verte, Cotes Rouges, Doux Noir, Estrangey, Gourdaux, Grelot De Tours, Grifforin, Guillan, Hourcat, Jacobain, Luckens, Magret, Malbek, Medoc Noir, Mouranne, Navarien, Negre De Prechac, Negrera, Noir De Chartres, Noir De Pressac, Noir Doux, Nyar De Presak, Parde, Périgord, Pied De Perdrix, Pied Noir, Pied Rouge, Pied Rouget, Piperdy, Plant D'Arles, Plant De Meraou, Plant Du Roi, Prechat, Pressac, Prunieral, Quercy, Queue Rouge, Quille De Coy, Romieu, Teinturin, Terranis, Vesparo, Plant du Lot.

## Кулінарні комбінації

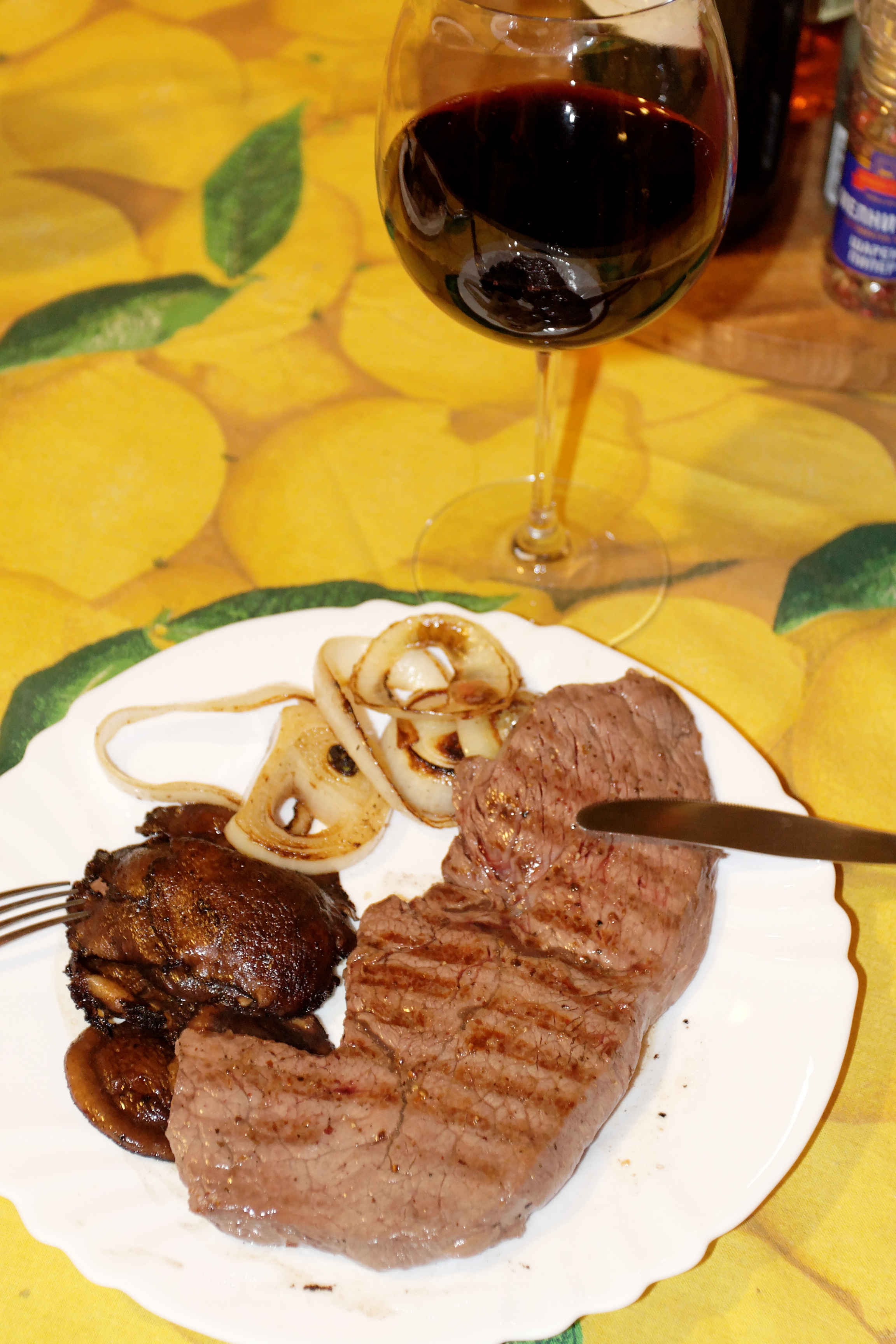
Мальбек добре поєднується зі стейком

Краще за все мальбек пасує до традиційних страв аргентинської кухні: свинячих ковбасок чорісо, м'яса на грилі (асадо) та стейку. В той же час він погано поєднується з багатьма нем'ясними стравами, особливо з рисом.
Мальбек добре поєднується зі стравами, де превалює смак умамі. У мальбеку нетривалий післясмак, тому його добре подавати з продуктами, які мають оригінальний смак і аромат, наприклад, блакитними сирами, грибними стравами і соусами зі спеціями. Мальбек добре поєднується з такими продуктами:
- Птиця з темним м'ясом і нежирне червоне м'ясо: качка, курячі стегна, ягнятина, яловичина, страусятина, свиняча лопатка, м'ясо буйвола.
- Спеції і трави з землистими і димними відтінками: петрушка, сумах, тим'ян, розмарин, грибний порошок, копчена паприка, чорний перець, кмин, коріандр, ягоди ялівцю, гвоздика, стручки ванілі, часник, цибуля шалот, зелена цибуля.
- Сири: ароматні м'які чи напівтверді сири з коров'ячого або козячого молока.
- Вегетаріанські страви: гриби, запечені овочі, зелений і червоний солодкий перець, картопля, салат руккола, капуста, мангольд, цикорій на грилі, цибуля, буряк, темпе, сочевиця, чорна квасоля.